# Verband der Arbeiterjugendvereine Deutschlands
Der Verband der Arbeiterjugendvereine Deutschlands war ein sozialdemokratischer Jugendverband zu Beginn der Weimarer Republik.
Er konnte sich mit der Revolution von 1918 gründen, da der § 17 des Reichsvereinsgesetzes von 1908, der die politische Organisierung von Jugendlichen verboten hatte, abgeschafft wurde. Der Verband knüpfte an die Organisierung der (sozialdemokratischen) Arbeiterjugend durch den Verband der jungen Arbeiter und Arbeiterinnen Deutschlands (1904–1908) und durch die Zentralstelle für die arbeitende Jugend (1909–1918) an. Die Kriegsjahre 1914–1918 hatten, wie in der Sozialdemokratie, zur Aufspaltung der Arbeiterjugend geführt, die Kriegsopposition hatte die Sozialistische Jugendinternationale gegründet, die sich teilweise dem Spartakusbund anschloss.
Der Verband der Arbeiterjugendvereine schloss politisch eng an die Sozialdemokratie an und hatte Anfang der 1920er Jahre über 70.000 Mitglieder. Im Herbst 1922 fusionierte der Verband mit der Sozialistischen Proletarierjugend (welche der USPD nahestand) zur Sozialistischen Arbeiter-Jugend (SAJ).